# Радзівіллув (Мазовецьке воєводство)
Радзівіллув (пол. Radziwiłłów) — село в Польщі, у гміні Пуща-Марянська Жирардовського повіту Мазовецького воєводства.
Населення — 800 осіб (2011).
У 1975-1998 роках село належало до Скерневицького воєводства.

## Демографія
Демографічна структура станом на 31 березня 2011 року:
|          | Загалом | Допрацездатний вік | Працездатний вік | Постпрацездатний вік |
| -------- | ------- | ------------------ | ---------------- | -------------------- |
| Чоловіки | 392     | 78                 | 275              | 39                   |
| Жінки    | 408     | 75                 | 247              | 86                   |
| Разом    | 800     | 153                | 522              | 125                  |